# Кіріндась Володимир Григорович

Кіріндась Володимир Григорович (нар. 1 серпня 1935, м. Срібне, Чернігівська обл. — 5 квітня 2012,  м. Збараж, Тернопільська обл.) – український поет, громадський діяч, публіцист, популяризатор літератури на Тернопіллі.

## Життєпис
Народився 1 серпня 1935 року на Чернігівщині у Срібному в селянській сім'ї. Закінчив Срібнянську середню школу (1954 р.) та Київський політехнікум зв'язку (1963 р.). 
З 1954 до 1957-го року проходив дійсну військову службу. Потім працював у галузі зв'язку, заступником начальника районного вузла зв'язку в Збаражі, Корюківцях Чернігівської області, Теофіполі Хмельницької області, знову у Збаражі. Більше 10 років працював інженером з охорони праці і пожежної безпеки районного вузла електрозв'язку, центру електрозв'язку № 4 у Збаражі (до 25 червня 2001 року). Очолював Оборонне товариство, обирався заступником голови Збаразької міської ради.
Із 1998 року — член Національної спілки журналістів України, член Тернопільського обласного літературного об'єднання при ТТО НСПУ та літературно-мистецького клубу «Золота троянда» (м. Хмільник, Вінницької області), член Збаразької районної літературно-мистецької студії «Рушник».
Друкувався як критик та рецензент, поет у місцевій, обласній, центральній пресах: «Народне слово» («Колгоспне життя»), «Свобода», «Вільне життя», «Тернопіль Вечірній», «Селянська доля», «Вісник історії краю», «Демократична Україна», «Срібнянщина», «Амвон», журналах «Київ», «Дзвін» та інших виданнях.
У 1997 році вийшла поетична збірка «Болюче слово висію», у 2000 — «Істина, що зорить», 2006 рік — «Мелодія літа».
В. Кіріндась — ініціатор відкриття пам'ятної дошки письменнику Івану Романовичу Горбатому та найменування вулиці на його честь у селі Заруддя на Збаражчині. Опрацював творчу спадщину та підготував до друку збірку новел письменника-журналіста Василя Гриба «Незакінчена новела». Лауреат Міжнародної літературно-мистецької премії імені Братів Богдана і Левка Лепких. Почесний громадянин м. Збараж з 2005 року.
Помер поет у квітні 2012 року на 77-му році життя після важкої хвороби. Похований у м. Збараж

## Творчість
Багаторічні пошуки істини, суті життя сформували неординарну особистість із своєрідними філософсько-світоглядними переконаннями.
Характеризуючи творчість Володимира Григоровича, визначаючи слабкі та сильні аспекти у ньому, класик української поезії Петро Перебийніс відзначив:
|  | Попри «невдале і недовершене», «зблискує у його слові та іскра доброї душі, яка зігріває, викликає віру і довіру… Слово його щире, чесне, і чисте |

.
Поетичні твори В. Кіріндася оптимістично-романтичні, приємні для душі читача. Прозові — просякнуті патріотизмом, цілеспрямовано, змістовно виховують відданість українській нації, вселяють віру в кращу долю рідного народу.
Об'ємними і змістовними є біографічні розвідки про освітян Збаражчини: Омеляна Заячківського «Волонтер творчих звитяг», Володимира Голоднюка «Виховай собі зміну» підготовлені на конкурс «Слава України», біографічні довідки про почесного краєзнавця України Анатолія Малевича у річнику «Тернопілля — 97».

## Твори
- Кіріндась, В. Болюче слово висію… [Текст]: вірші / В. Кіріндась; ред. В. Кравчук. — Збараж: Медобори, 1997. — 64 с.
- Кіріндась, В. Істина, що зорить [Текст]: поезії / В. Кіріндась. — Тернопіль: Джура, 2000. — 48 с.
- Кіріндась, В. Виховай собі зміну. Незабутні імена — Володимир Голоднюк [Текст]: літ.-бібліогр. нарис. / В. Кіріндась. — Тернопіль: Джура, 2006. — 20 с.
- Кіріндась, В. Мелодія літа [Текст]: поезії / В. Кіріндась. — Тернопіль: Джура, 2006. — 40 с.
- Кіріндась, В. Вимір часу [Текст]: лірика / В. Кіріндась; ред. П. Перебийніс. — Збараж: Рушник, 2010. — 68 с.

### Творчість В. Кіріндася на сторінках літературних збірників та преси
- Кіріндась, В. Впіймай мене, мій день… [Текст]: [про творч. Ю. Дишканта] / В. Кіріндась // Подільська толока: альм. літ. об-ня / ред.-упоряд. З. Кіпибіда. — Вип. 5. — Тернопіль, 2009. — С. 153—154.
- Кіріндась, В. Галицька земля Данила [Текст]: [про поета Д. Теличина] / В. Кіріндась // Подільська толока: альм. літ. об-ня / ред.-упоряд. З. Кіпибіда. — Вип. 8. — Тернопіль, 2012. — С. 199—200.
- Кіріндась, В. Збаразький «Рушник» [Текст]: [про літ.-мистец. зб. «Рушник»] / В. Кіріндась // Подільська толока: альм. літ. об-ня / ред.-упоряд. З. Кіпибіда. — Вип. 4. — Тернопіль, 2008. — С. 124: фотогр.
- Кіріндась, В. І надія, і тривога [Текст]: вірші / В. Кіріндась // Рушник: літ.-мистец. зб. / ред.-упоряд.: В. Кравчук, В. Хрін. — Збараж, 2001. — С.59-61.
- Кіріндась, В. Ішов життям ти, наче битим склом  [Текст]: вірш світлій пам'яті В. Гриба / В. Кіріндась // Гриб, В. Незакінчена новела… Новели, спогади, есе / В. Гриб / ред.-упоряд. В. Кіріндась. — Тернопіль, 2010. — С.71.
- Кіріндась, В. Молитва за Україну [Текст]: вірш / В. Кіріндась // Гриб, В. Незакінчена новела… Новели, спогади, есе / В. Гриб / ред.-упоряд. В. Кіріндась. — Тернопіль, 2010. — С.74.
- Кіріндась, В. Не нарікаю на свою долю [Текст] / В. Кіріндась // Подільська толока: альм. літ. об-ня / упоряд. З. Кіпибіда. — Вип. 7. — Тернопіль, 2011. — С. 171—173.
- Кіріндась, В. Несподівана пісня [Текст]: вірш / В. Кіріндась // Рушник: літ.-мистец. зб. / упоряд. В. Кравчук. — Вип. 2. — Збараж, 2006. — С. 99.
- Кіріндась, В. Святий Миколай [Текст]: пісня / В. Кіріндась // Рушник: літ.-мистец. зб. / ред.-упоряд:. В. Кравчук, В. Хрін. — Збараж, 2001. — С. 168.
- Кіріндась, В. Симфонія дощу [Текст]: поезія / В. Кіріндась // Подільська толока: альм. / ред. Т. Дігай; упоряд. З. Кіпибіда. — Тернопіль, 2006. — С.40-41.
- Кіріндась, В. Сподівання на виріст [Текст]: [про творч. В. Гриба] / В. Кіріндась // Гриб, В. Незакінчена новела… Новели, спогади, есе / В. Гриб / ред.-упоряд. В. Кіріндась. — Тернопіль, 2010. — С.74-75.
- Кіріндась, В. Сторінки прожитих літ… [Текст]: вірші / В. Кіріндась // Подільська толока: альм. літ. об-ня. Терноп. НСПУ / ред. кол.: Є. Безкоровайний [та ін.]. — Вип. 6. — Тернопіль, 2010. — С. 45-46.
- Кіріндась, В. «Безмежно ці пісні люблю…» [Текст]: вірші / В. Кіріндась // Вільне життя. — 2001. — 12 черв.
- Кіріндась, В. «Мені Україна боліла» [Текст]: вірш: [присв. пам'яті побратима О. Заячківського] / В. Кіріндась // Народне слово. –   2009. — 4 верес.
- Кіріндась, В. А товариша не стало… [Текст] / В. Кіріндась // Вільне життя. — 2001. — 19 лип.
- Кіріндась, В. Вогонь його серця [Текст]: вірш: [присв. А. П. Малевичу] / В. Кіріндась // Вільне життя. — 1997. — 21 листоп. — С. 2.
- Кіріндась, В. Душа не втратить горіння… [Текст]: вірш / В. Кіріндась // Вільне життя. — 1997. — 5 верес. — С. 3.
- Кіріндась, В. Замість останнього «Прощай». Пам'яті товариша [Текст]: [помер краєзн. М. В. Грозовський] / В. Кіріндась // Народне слово. — 1999. — 26 листоп.
- Кіріндась, В. І все-таки, Отець…[Текст] / В. Кіріндась // Вільне життя. — 2000. — 6 січ.
- Кіріндась, В. Кобзар Остап Вересей — український Гомер (1803—1900 рр.) [Текст] / В. Кіріндась // Народне слово. — 2008. — 11 лип.
- Кіріндась, В. Лебедина пісня [Текст] / В. Кіріндась // Літературний Тернопіль. — 2010. — № 4. — С. 87. — Рец. на кн.: Гриб, В. Незакінчена новела… [Текст]: новели, спогади, есе / В. Гриб. — Тернопіль: Джура, 2010. — 104 с.
- Кіріндась, В. Лебедина пісня [Текст]: [про зб. В. Гриба «Незакінчена новела»] / В. Кіріндась // Народне слово. — 2010. — 10 верес.
- Кіріндась, В. Листоноша [Текст]: вірш / В. Кіріндась // Вільне життя. — 1996. — 20 лют. — С. 4.
- Кіріндась, В. На роздоріжжі двох тисячоліть [Текст]: вірші / В. Кіріндась // Народне слово. — 1998. — 24 квіт.
- Кіріндась, В. Не нарікаючи на долю… [Текст]: [пам'яті Василя Гриба] / В. Кіріндась // Вільне життя. — 2001. — 2 жовт.
- Кіріндась, В. Під знаком часу [Текст]: поема-роздум / В. Кіріндась // Вільне життя. — 1999. — 27 лип.
- Кіріндась, В. Під знаком часу [Текст]: поема-роздум / В. Кіріндась // Народне слово. — 1999. — 16 лип.
- Кіріндась, В. Поет пшеничної провінції [Текст]: [про Івана Горбатого] / В. Кіріндась // Літературний Тернопіль. — 2012. — № 1. — С.92-95.
- Кіріндась, В. Спить кохана… [Текст]: вірш / В. Кіріндась // Народне слово. — 1997. — № 33.